# ألماس صناعي

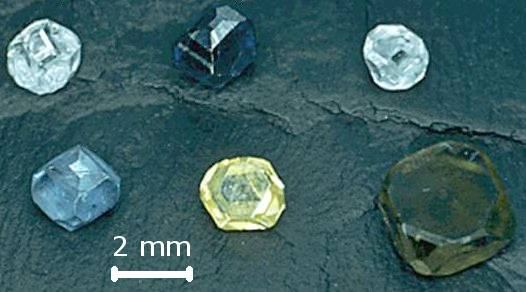
Synthetic diamonds of various colors grown by the high-pressure high-temperature technique

ألماس صناعي  (المعروف أيضا باسم الألماس الاصطناعي، ألماس مزروع أو الألماس المزروع) هو ألماس أنتج في عملية مصطنعة، بدلا من الألماس الطبيعي، والتي يتم إنتاجه من قبل العمليات الجيولوجية . كما هو معروف على نطاق واسع الماس الصناعي مثل ألماس ارتفاع الضغط، وارتفاع في درجة الحرارة  أو الماس ترسيب كيميائي للبخار  بعد أساليب الإنتاج شيوعا اثنين (في إشارة إلى ارتفاع ضغط وارتفاع درجة الحرارة و ترسيب كيميائي للبخار وهي طرق تشكيل الكريستال على التوالي).في حين أن مصطلح  اصطناعي  يرتبط من قبل المستهلكين مع المنتجات المقلدة، أما الألماس الاصطناعي فهو مصنوع من نفس المادة (الكربون النقي، الذي يتبلور في شكل نظير 3D). في الولايات المتحدة، فقد أشارت لجنة التجارة الاتحادية إلى أن المصطلحات البديلة مثل الألماس الذي يتم تطويره في المختبر ، و الألماس المنتج تبعا [لإسم الصانع ] سوف يشير تبعا بطريق أكثر وضوحا إلى طبيعة الحجر".
وقد تم توثيق إدعاءات عديدة عن توليف الألماس ما بين الأعوام 1879 و 1928. معظم هذه المحاولات تم تحليلها بعناية ولكن لم يتم تأكيد شيء. في 1940، بدأ البحث المنهجي في الولايات المتحدة والسويد و الاتحاد السوفيتي عن تنمية الألماس باستخدام عمليات ترسيب كيميائي للبخار و ارتفاع الضغط وارتفاع في درجة الحرارة  .وقد تم الإبلاغ عن أول تصنيع لإستنساخ الألماس في جميع أنحاء في عام 1953. تلكما العمليتان لا تزالان تهيمنان على إنتاج الألماس الصناعي في العالم. وهناك طريقة ثالثة، والمعروفة باسم التصنيع باستخدام تفجير الألماس النانوي ،حيث دخلت سوق الماس في أواخر 1990. في هذه العملية، يتم إنشاء حبوب الماس ذات الحجم النانومترى التي يتم تفجيرها بواسطة المتفجرات التي تحتوي على الكربون. وهناك طريقة رابعة، علاج الجرافيت باستخدام من قوة عالية الموجات فوق الصوتية، وقد أثبتت تلك التجارب في المختبر، ولكن لا يتوافر حاليا أي تطبيق تجاري.
خصائص الماس الصناعي تعتمد على تفاصيل عمليات التصنيع. ومع ذلك، بعض ألماس صناعي (سواء تشكل بواسطة ارتفاع الضغط، وارتفاع في درجة الحرارة  أو ألماس ترسيب كيميائي للبخار لها خصائص مثل الصلابة، و الموصلية الحرارية وحركة الإلكترون في ألماس صناعي تعلو على تلك الصفات للألماس الذي تشكل بشكل طبيعي. يستخدم الماس الصناعي على نطاق واسع في جلخ ، في قطع وصقل الأدوات والمشتت الحراري . ويجري تطوير التطبيقات الإلكترونية من الماس الصناعي، بما في ذلك تبديل الطاقة العالية وفاق في محطة توليد الكهرباء بما في ذلك ترانزستور تأثير المجال عالي التردد والصمام ثنائي باعث للضوء. يستخدم للكشف عن الماس الصناعي بواسطة الضوء من الأشعة فوق البنفسجية (UV) أو الطاقة العالية الجسيمات في مرافق أبحاث الطاقة العالية وهي متاحة تجاريا. بسبب مزيج فريد من الاستقرار الحراري والكيميائي، والتمدد الحراري المنخفض والشفافية البصرية العالية في المدى الطيفي الواسع، الماس الاصطناعي أصبح المادة الأكثر شعبية بالنسبة للنوافذ البصرية في عالية الطاقة CO2 الليزر وجيروتون. ومن المقدر أن يتم توفير 98٪ من الطلب على الماس من الفئة الصناعية مع الماس الاصطناعي.